# Râul Urlătoarea Mare, Crasna
Râul Urlătoarea Mare este un curs de apă din județul Covasna, fiind unul din cele două brațe care formează râul Urlătoarea. 

## Hărți
- Harta județului Covasna
- Harta Munții Buzăului [nefuncțională – arhivă]